# 대한야구협회장기 전국고교야구대회
대한야구협회장기 전국고교야구대회(大韓野球協會長旗 全國高校野球大會)는 2013년부터 대한야구협회가 주최하는 전국 규모의 고교야구대회이다. 2013년 KT 위즈의 아마야구 100억 후원 공약에 따라서 신설된 고교야구대회이다.

## 역대 우승교 및 결승전 결과
| 회수 | 연도 | 우승교 | 최우수선수     | 준우승교   |
| ---- | ---- | ------ | -------------- | ---------- |
| 1회  | 2013 | 덕수고 | 한주성(덕수고) | 청주고     |
| 2회  | 2014 | 경기고 | 지승후(경기고) | 덕수고     |
| 3회  | 2015 | 동산고 | 김찬호(동산고) | 충암고     |
| 4회  | 2018 | 서울고 | 배영빈(서울고) | 경남고     |
| 5회  | 2019 | 배명고 | 강태경(배명고) | 전주고     |
| 6회  | 2020 | 덕수고 | 장재영(덕수고) | 세광고     |
| 7회  | 2021 | 마산고 | 권우재(마산고) | 광주동성고 |

## 기록
- 최다 우승교 : 덕수고등학교 (2회)

## 참조
1. ↑  봉황대기 2년 만에 부활, 협회장기 고교대회 창설 외  보관됨 2013-09-05 - 웨이백 머신 - 스포츠서울